# Dendrobatoidea
A Dendrobatoidea a kétéltűek (Amphibia) osztályába és a békák (Anura) rendjébe tartozó öregcsalád.

## Rendszerezésük
Az öregcsaládba az alábbi családok tartoznak:
- Aromobatidae (Grant et al., 2006)
- Nyílméregbéka-félék (Dendrobatidae) (Cope, 1865)